# Karymskaja sopka
Karymskaja sopka (ryska: Карымская сопка, Karymska vulkanen) är en aktiv stratovulkan i södra delen av Kamtjatkahalvön i Ryssland. Den och Sjivelutj är Kamtjatkas största och mest kontinuerligt aktiva vulkaner. De hör också med bland jordens mest aktiva vulkaner.
Karymskaja sopka har fått sitt namn efter den ryska folkgruppen karymer.

## Beskrivning
Karymskaja sopka är en symmetrisk stratovulkan som reser sig från en 5 kilometer bred kaldera, som bildats under tidig holocen. En stor del av vulkankonen täcks av lavaflöden från de senaste 200 åren.
Historiska utbrott har varit av vulkanisk eller vulkanisk-strombolisk typ med noderat explosiv aktivitet och med tillfälliga lavaflöden från kratern på vulkanens topp. Sedan 19996 pågår en kontinuerlig serie med utbrott. Det gör den till en av Kamtjatkas mest aktiva och också mest förutsägbara vulkaner.